# Daphniphyllum ceramense
Daphniphyllum ceramense är en tvåhjärtbladig växtart som först beskrevs av Tseng Chieng Huang, och fick sitt nu gällande namn av Tseng Chieng Huang. Daphniphyllum ceramense ingår i släktet Daphniphyllum och familjen Daphniphyllaceae. Inga underarter finns listade i Catalogue of Life.